# Sainte-Marie-la-Blanche
Sainte-Marie-la-Blanche és un municipi francès, situat al departament de la Costa d'Or i a la regió de Borgonya - Franc Comtat. L'any 2007 tenia 779 habitants.

## Demografia

### Població
El 2007 la població de fet de Sainte-Marie-la-Blanche era de 779 persones. Hi havia 296 famílies, de les quals 52 eren unipersonals (12 homes vivint sols i 40 dones vivint soles), 120 parelles sense fills, 112 parelles amb fills i 12 famílies monoparentals amb fills.
La població ha evolucionat segons el següent gràfic:
Habitants censats

### Habitatges
El 2007 hi havia 317 habitatges, 301 eren l'habitatge principal de la família, 3 eren segones residències i 13 estaven desocupats. 291 eren cases i 26 eren apartaments. Dels 301 habitatges principals, 256 estaven ocupats pels seus propietaris, 40 estaven llogats i ocupats pels llogaters i 5 estaven cedits a títol gratuït; 13 tenien dues cambres, 36 en tenien tres, 93 en tenien quatre i 159 en tenien cinc o més. 218 habitatges disposaven pel capbaix d'una plaça de pàrquing. A 117 habitatges hi havia un automòbil i a 171 n'hi havia dos o més.

### Piràmide de població
La piràmide de població per edats i sexe el 2009 era:
| Homes | Edats   | Dones |
| ----- | ------- | ----- |
| 0     | 95 o +  | 0     |
| 0     | 90 a 94 | 0     |
| 8     | 85 a 89 | 4     |
| 4     | 80 a 84 | 8     |
| 4     | 75 a 79 | 8     |
| 16    | 70 a 74 | 16    |
| 8     | 65 a 69 | 20    |
| 20    | 60 a 64 | 8     |
| 8     | 55 a 59 | 24    |
| 40    | 50 a 54 | 28    |
| 28    | 45 a 49 | 32    |
| 28    | 40 a 44 | 16    |
| 32    | 35 a 39 | 36    |
| 32    | 30 a 34 | 16    |
| 4     | 25 a 29 | 16    |
| 28    | 20 a 24 | 20    |
| 12    | 15 a 19 | 28    |
| 16    | 10 a 14 | 20    |
| 24    | 5 a 9   | 12    |
| 24    | 0 a 4   | 20    |

## Economia
El 2007 la població en edat de treballar era de 513 persones, 387 eren actives i 126 eren inactives. De les 387 persones actives 363 estaven ocupades (185 homes i 178 dones) i 24 estaven aturades (7 homes i 17 dones). De les 126 persones inactives 62 estaven jubilades, 36 estaven estudiant i 28 estaven classificades com a «altres inactius».

### Ingressos
El 2009 a Sainte-Marie-la-Blanche hi havia 313 unitats fiscals que integraven 819,5 persones, la mediana anual d'ingressos fiscals per persona era de 20.382 €.

### Activitats econòmiques
Dels 37 establiments que hi havia el 2007, 1 era d'una empresa extractiva, 7 d'empreses de fabricació d'altres productes industrials, 7 d'empreses de construcció, 12 d'empreses de comerç i reparació d'automòbils, 3 d'empreses de transport, 2 d'empreses d'hostatgeria i restauració, 1 d'una empresa de serveis, 1 d'una entitat de l'administració pública i 3 d'empreses classificades com a «altres activitats de serveis».
Dels 9 establiments de servei als particulars que hi havia el 2009, 1 era un taller de reparació d'automòbils i de material agrícola, 1 paleta, 1 fusteria, 3 electricistes, 1 perruqueria, 1 restaurant i 1 saló de bellesa.
L'únic establiment comercial que hi havia el 2009 era una botiga de roba.
L'any 2000 a Sainte-Marie-la-Blanche hi havia 22 explotacions agrícoles que ocupaven un total de 312 hectàrees.

## Equipaments sanitaris i escolars
El 2009 hi havia 1 escola maternal i 1 escola elemental.

## Poblacions més properes
El següent diagrama mostra les poblacions més properes.